# 呪い襲い殺す
『呪い襲い殺す』（のろい おそい ころす、原題: Ouija）は2014年にで公開されたホラー映画である。監督はスタイルズ・ホワイト、主演はオリヴィア・クックが務めた。
本作は日本国内で劇場公開されなかったが、2015年9月2日にブルーレイ+DVDセットが発売された。

## ストーリー
レイン・モリスは子供の頃、親友であるデビー・ガラルディのウィジャボードを使った降霊術ごっこに付き合わされたことがあった。ルールは3つ、“墓場ではやらない”“1人ではやらない”“最後に「さよなら」と言う”。
ある日の夜、高校生になったレインは様子のおかしいデビーの家を訪れ事情を尋ねるが、「2週間前にウィジャボードを使った」ということ以外はハッキリと答えようとせず、自宅から遠ざけるように帰宅を促される。家の中に戻ったデビーは、燃やしたはずのウィジャボードが無傷で残っていることに驚愕した後、何かに取り憑かれたように首を吊って自殺してしまった。
翌朝、デビーの死を知ったレインが彼女の家を訪れると、彼女の母親から「家を留守にするのでその間の管理をしてほしい」と頼まれると同時に、デビーの私物を譲られる。快諾したレインは彼女の部屋でウィジャボードを発見し、降霊術でデビーの自殺した理由を知ろうとする。
夜になるとレインは友人のトレバーとイザベル、デビーの恋人ピート、妹のサラと共にデビーの家に集まり、ウィジャボードを使った降霊術を始めた。すぐにプランシェットは「やあ、友達（HI FRIEND）」と文字を紡ぎ、その反応をデビーだと思ったレインは質問を続けるが、間もなく家中の電気が消えてしまう。暗闇の中、ピートが姿の見えない何者かに襲われたことをきっかけに5人はひとまず解散することにした。レインがウィジャボードを持ち帰ると、それを見つけた家政婦のノナから「絶対に使うな」と忠告される。
5人はそれぞれ怪現象と共に「やあ、友達」というメッセージを目撃し、それをデビーが話したがっていると思ったレインによって、再び5人による降霊術が行われることになった。しかし、霊の反応を怪しんだピートの質問によってその正体がデビーではないことが判明すると、霊は自らの名前を「DZ」と指し示す。レインがプランシェットのガラスを通して周囲を見渡すと、口を縫われた少女の霊がすぐそばに立っていた。驚いたレインがプランシェットを落とすと、ウィジャボード上で「逃げろ（RUN）」「彼女が来る（SHE COMING）」「母が（MOTHER）」と立て続けに文字が指し示される。再びプランシェットを覗いたレインは不気味に迫る霊を目撃し、友人達と共にデビーの家から去っていく。
レインがデビーのPCで彼女の撮影した動画を眺めていると、彼女が例のウィジャボードを屋根裏部屋から発見し、それを1人で使っていたことが発覚する。その頃、イザベルは自宅で怪現象に遭遇し、バスルームで頭を強打して死んでしまっていた。
一連の事態に責任を感じたレインはピートと共にデビーの家を訪れ、屋根裏部屋から以前の住人が残していった古い写真を見つける。調べた結果、写っている人物はDZことドリス・ザンダーと彼女の母アリスや姉ポーリーナであり、ドリスは行方不明、ポーリーナはアリスを殺して施設にいることが分かった。レインは年老いたポーリーナを訪ね、このままでは邪悪な霊となったアリスによって事態が悪化することを知らされる。ポーリーナは「家の地下室にある秘密の部屋でドリスの遺体を発見し、口を縫っている糸を切れば解決するはずだ」と語り、レインはトレバー、ピート、サラを連れて地下室を探索する。アリスの霊から妨害されながらもレインが糸の切断に成功すると、口の開いたドリスの霊によってアリスは霧散していく。
4人は安堵して帰っていくが、自室に戻ったピートはドリスに殺されてしまう。レインがポーリーナを問い詰めると、邪悪な霊の正体はアリスではなく、降霊によって悪霊に取り憑つかれたドリスであることを白状した。レインがノナに助けを求めると、ウィジャボードと同時にドリスの遺体も燃やす必要があると教えられる。意を決してデビーの家へやってきたレインとサラだが、先に到着したトレバーは既に殺されていた。2人が急いで地下室の焼却炉に火を入れると、ドリスがサラを秘密の部屋へと引きずり込んでしまう。サラを助けるため降霊術でドリスを誘導したレインは危機に陥るが、デビーの霊に助けられてドリスを抑え込むことに成功する。その隙にサラがドリスの遺体を運び出して焼却炉に放り込み、続けてウィジャボードも燃やすとドリスは霧散していく。
レインとサラは自宅に戻り、悪霊に取り憑つかれたドリスの境遇を可哀想に思うが、部屋の中にはウィジャボードと一緒に燃やしたはずのプランシェットが置かれていた。

## キャスト
※括弧内は日本語吹替声優。
レイン・モリス
演 - オリヴィア・クック（藤村歩） / 子供の頃のレイン：アフラ・ソフィア・タリー
主人公。ウィジャボードの降霊術はただの遊びだと思っていたが、デビーの自殺を信じられないあまり、友人達に降霊術を行うことを提案する。
サラ・モリス
演 - アナ・コトー（Lynn） / 子供の頃のサラ：イジー・ガランティ
レインの妹。亡くなった母親の代わりのように振る舞うレインを疎ましく思っている。降霊術に参加する予定ではなかったが、年上の恋人と外出することを好ましく思っていないレインが強制的に参加させた。
トレバー
演 - ダレン・カガソフ（阪口周平）
レインの友人。
イザベル
演 - ビアンカ・サントス（東條加那子）
レインの友人。
ピート
演 - ダグラス・スミス（逢笠恵祐）
デビーの恋人。自殺する前のデビーが自分を避けていたことを不思議に思い、レインに協力する。
デビー・ガラルディ
演 - シェリー・ヘニッヒ（沢城みゆき） / 子供の頃のデビー：クレア・ビール
レインの幼馴染で親友。家の屋根裏部屋から以前の住人が残していったウィジャボードを発見し、1人で降霊術を行った2週間後、自殺してしまう。
ドリス・ザンダー
演 - シエラ・ホイヤーマン / 子供の頃のドリス：サニー・メイ・アリソン
降霊術で現れた口を縫われた少女の霊。名前を問われるとイニシャルのDZを指し示した。
ポーリーナ・ザンダー
演 - リン・シェイ（沢田敏子）
ドリスの姉。母であるアリスを殺し、現在は施設に入っている。訪ねてきたレインに対し、「霊媒師をしていた母が正気を失ってドリスを殺した」と語る。
アリス・ザンダー
演 - クローディア・カッツ・ミニック
ドリスとポーリーナの母親。霊媒師を続ける内に、娘のドリスに霊を降ろすようになっていった。
ノナ
演 - ヴィヴィス・コロンベッティ
ミセス・ガラルディ
演 - ロビン・ライヴリー
アンソニー・モリス
演 - マシュー・セトル

## 製作
2008年5月、ユニバーサル・ピクチャーズが本作の映画化に着手したと報じられた。2011年8月、製作費の関係でユニバーサルが本作の製作を取りやめたとの報道があった。その後、低予算で製作する目処が付いたという理由で、ユニバーサルは再び本作の映画化に携わることになった。
2013年12月4日、ダレン・カガソフの出演が決まった。6日、オリヴィア・クックとダグラス・スミスがキャスト入りしたと報じられた。11日、ビアンカ・サントス、アナ・コトー、ヴィヴィス・コロンベッティの出演が決まったとの報道があった。13日、マシュー・セトルがキャスト入りした。
2014年9月16日、本作のノベライズ版が発売された。

### 撮影
本作の主要撮影は2013年12月中旬に始まり、2014年1月末に終了した。しかし、試写会での評価が頗る悪かったため、6月に再撮影が行われることになった。再撮影は全体の半分を撮り直す大がかりなもので、エリン・モリアーティの出演シーンが全部カットされることになり、新たにリン・シェイが起用された。

## 興行収入
本作は『ジョン・ウィック』と同じ週に封切られ、公開初週末に2200万ドル前後を稼ぎ出すと予想されていたが、その予想は的中した。2014年10月24日、本作は全米2858館で公開され、公開初週末に1987万ドルを稼ぎ出し、週末興行収入ランキング初登場1位となった。本作は公開2週目に1074万ドルを稼ぎ出し、週末興行収入ランキング2週連続1位となった。

## 評価
本作は批評家から酷評されている。映画批評集積サイトのRotten Tomatoesには80件のレビューがあり、批評家支持率は6%、平均点は10点満点で3.3点となっている。サイト側による批評家の見解の要約は「『呪い襲い殺す』はゆっくり着実に物語が進んでいくのだが、観客の誰一人としてその方向に動くことがない。ウィジャボードのこっくりさんは「失敗作」だと言っている。」となっている。また、Metacriticには22件のレビューがあり、加重平均値は38/100となっている。なお、本作のCinemaScoreはCとなっている。

## 前日譚
2015年2月、本作の続編の製作が進んでいると報じられた。4月、マイク・フラナガンが続編の監督を、アナリース・バッソが主演を務めるとの報道があった。『ウィジャ ビギニング 〜呪い襲い殺す〜』は2016年10月21日に全米公開され、本作とは対照的に、批評家から絶賛された。